# Радкевич, Владимир Ильич
Влади́мир Ильи́ч Радке́вич (24 апреля 1927, г. Белый, Смоленская губерния — 7 июня 1987, Пермь) — русский поэт, журналист. Заслуженный работник культуры РСФСР, член Союза писателей СССР.

## Биография
В 1929 году с родителями переехал в г. Ржев Калининской области, затем в 1941 году с матерью эвакуировался в с. Шаран Шаранского района Башкирской АССР, где окончил среднюю школу. В 1943 году переехал в Молотов.
В 1949 году окончил историко-филологический факультет Молотовского (Пермского) университета, после чего работал инспектором отдела культуры, с 1951 года — корреспондентом комитета радиовещания облисполкома. Далее — литсотрудник редакции газеты «Лесник Прикамья» (1955—1957), газеты «Молодая гвардия» (1958).
Печататься начал в 1947 году.
В 1951 году опубликовал первый сборник стихов «Добрый путь».
С 1959 года — член Союза писателей СССР.

## Избранные произведения
- Добрый путь: Стихи. — Молотов: Кн. изд-во, 1951. — 82 с.: ил.
- Пассажиры: Стихи. — Худож. С. С. Дьячков. — Молотов: Кн. изд-во, 1954. − 8 с.: ил.
- Разговор о счастье: Стихи. — Молотов: Кн. изд-во, 1955. — 102 с.
- Просека к солнцу: Стих. — Пермь: Кн. изд-во, 1958. — 100 с.
- Под звездами: Лирика. — Пермь: Кн. изд-во, 1964. — 80 с.
- Уральская лирика: Стихи. — Пермь: Кн. изд-во, 1968. — 167 с.
- Камский мост: Стихи / Худож. Р. Пономарев. Пермь: Кн. изд-во, 1972. — 139 с.: ил.
- Избранное: Стихи. Пермь: Кн. изд-во, 1977. — 188 с.: ил.
- Стихи разных лет. Пермь: Кн. изд-во, 1981. — 125 с.
- Уральская лирика. — [Худож. В. Мокин]. — М.: Мол. гвардия, 1982. — 95 с. : ил.
- Равновесие: Стихи. — Пермь: Кн. изд-во, 1984. — 107 с.
- Приближение к Уралу: Стихи. — Худож. А. Амирханов. — Пермь: Кн. изд-во, 1987. — 219 с.: ил.
- Слово: Стихи. — Пермь: Кн. изд-во, 1992. — 156 с.: ил.
- Вечность нас пригласила в гости. Составитель Ф. С. Востриков. — Пермь: Маматов, 2007. — 352 c.

## Награды и звания
- Орден Дружбы народов.
- Медаль «Ветеран труда».
- Почетная грамота Президиума Верховного Совета РСФСР.
- Звание «Заслуженный работник культуры РСФСР».
- Занесен в Галерею Трудовой Славы Пермской области.

## Разное
- Портрет В. Радкевича написан Е. Н. Широковым (см., напр.).
- Стихи Владимира Радкевича стали поводом для творческого сотрудничества композитора Петра Куличкина и Академического хора «Млада» под управлением Ольги Выгузовой. Композитор написал для хорового коллектива два сочинения: Поэму для хора и оркестра на стихи Владимира Радкевича «Камский мост» и «Равновесие», Пять стихотворений Владимира Радкевича для смешанного хора.